# Lil Peep
Lil Peep   (Allentown, 1 de novembre de 1996 - Tucson, 15 de novembre de 2017), nascut Gustav Elijah Åhr, va ser un raper, cantant, compositor i model nord-americà. Va col·laborar en el renaixement estilístic de la música rap.
Va néixer a Allentown (Pennsilvània) però va créixer a Long Island, Nova York. Va iniciar la seva carrera musical l'any 2014 penjant música a SoundCloud, amb el pseudònim Lil Peep perquè la seva mare li deia Peep des que era un nen. Amb el temps va guanyar popularitat a la plataforma gràcies a la publicació d'àlbums, com HellBoy (2016), i les seves col·laboracions amb Lil Tracy. El seu àlbum Come Over When You're Sober, Pt.1 (2017) va assolir el número 38 al Billboard 200.
L'octubre de 2018, Lil Peep va obtenir la tretzena posició al Billboard Hot 100 amb el seu nou single Falling Down amb el raper XXXTentacion, cançó que va ser pujada pòstumament, aconseguint el posicionament més alt dels seus singles. El seu segon àlbum d'estudi, Come Over When You're Sober, Pt.2 (2018) va debutar a la quarta posició al Billboard 200 convertint-lo en el seu primer àlbum al top 10 d'àlbum dels Estats Units. En el segon aniversari de la seva mort es va publicar l'àlbum Everybody's Everything on es recullen cançons de la seva trajectòria i que, alhora, acompanya el llançament del documental de la seva vida amb el mateix títol.
Lil Peep no gaudia d'una bona salut mental pel que abusava de substàncies estupefaents. Va ser diagnosticat amb depressió i trastorn bipolar. El 15 de novembre del 2017 va morir a Tucson, Arizona, dues setmanes després del seu vint-i-unè aniversari. Segons The Pima Country Office of the Medical Examiner es va certificar com a causa de mort una sobredosi provocada en fentanil i Xanax.

## Primers anys
Fill de la mestra de primària Liza Womack, i del professor d'universitat Karl Johan Åhr. Tenia un germà, Karl Oskar Åhr. En Gustav va créixer a Long Island, Nova York. Els seus pares, graduats de la Universitat Harvard, es van divorciar quan ell era adolescent. Gustav sempre va expressar per Twitter que tenia nacionalitat sueca.
L'absència del seu pare el va acompanyar en la seva infantesa, els seus pares es van divorciar formalment quan ell tenia catorze anys. Va impartir classes a l'escola Lindell Elementary School i a Long Beach High Schol a Lido Beach, Nova York. Treia bones notes però no assistia a les classes. Més tard, va deixar els estudis presencials i va fer uns cursos a través d'internet per graduar-se. Va ser en aquesta etapa quan va començar a publicar música a YouTube i a SoundCloud.
Quan tenia disset anys es va fer el seu primer tatuatge a la cara, un cor trencat sota l'ull esquerre, per motivar-lo i obligar-lo a fer música. Va decidir anar a viure a Los Angeles, Califòrnia, perquè Long Island el deprimia.

## Carrera musical
L'any 2015, Lil Peep va publicar la seva primera mixtape, Lil Peep; Part One, que va obtenir 4.000 reproduccions en una setmana. En poc temps, va publicar el seu recull de temes, Feelz, i un altre àlbum, Live Forever.
Va començar a créixer en popularitat amb la cançó Star Shopping (s'ha comercialitzat com a single després de la seva mort) inclosa a Lil Peep; Part One on predomina un estil musical conegut com a underground hip-hop. La seva popularitat va seguir creixent després de la publicació de la cançó Beamer Boy, gràcies a l'èxit va actuar juntament amb el col·lectiu Schemaposse el març de 2016 a Tucson, Arizona. El mes següent, el grup es va trencar i Lil Peep ja no es va veure relacionat amb el col·lectiu. Poc temps després, Peep es va començar a relacionar amb el grup de Los Angeles Gothboiclique, alguns dels membres del grup van col·laborar a la seva nova mixtape Crybaby que es va publicar el juny del 2016. Aquell mateix mes, la First Acces Entretainment (FAE) va col·aborar amb Peep per assessorar-lo en la seva carrera professional.
El Setembre del 2016, Lil Peep va publicar Hellboy, àlbum que inclou cançons com Girls i OMFG que van rebre milions de visites a SoundCloud i YouTube. Gràcies a l'èxit de Hellboy, Lil Peep va realitzar la seva primera gira en solitari pels Estats Units, anomenada Peep Show de l'abril al maig del 2017. El maig del 2017 Peep va ser acusat de plagi pel grup Mineral, ja que va agafar un tros de la cançó LoveLetterTypewrittwe i el va afegir a la seva cançó Hollywood Dreaming sense tenir els drets de copyright. Ell es va defensar dient Només intentava transmetre amor amb la mostra de la cançó.
Un cop va finalitzar la gira, Peep va marxar a Londres, Regne Unit, durant un malentès amb el seu grup Gothboiclique. Allà es va relacionar amb iLoveMakonnen, raper d'Atlanta, i un vell amic Bexey (fka Bexey Swan), també va gravar Come Over When You're Sober, Pt.1 i Come Over When You're Sober, Pt.2, l'EP Goth Angel Sinner i un projecte sense nom amb iLoveMakonnen.
El 15 d'agost del 2017, Lil Peep va publicar el seu àlbum, debut d'estudi, Come Over When You're Sobre, Pt.1. A més a més, va iniciar al setembre la seva primera gira mundial. Primer per Anglaterra, després Alemanya i acabant als Estats Units al novembre, on va perdre la vida.

### Música pòstuma
Després de la seva mort, el nombre de fans i la popularitat de Lil Peep va créixer exponencialment, i va provocar un augment de vendes i reproduccions de la seva música. El seu senzill Awful Things de l'àlbum Come Over When You're Sober, Pt.1 va aconseguir entrar a la llista Billboard Hot 100 en el número 79.
Un dia després de la seva mort es va produir la primera publicació pòstuma de la seva música. El director Wiggy, normalment dirigia els videoclips de Peep, va publicar el videoclip de la cançó 16 Lines. El 12 de gener del 2018 Marshmello va publicar una col·laboració titulada Spotlight. El vídeo de la mateixa cançó es va publicar el 12 de febrer del 2018. El 15 de gener del 2018 el raper Juicy J va publicar Got'Em Like, on col·laboraven Lil Peep i Wiz Khalifa. El 27 de gener del 2018, el raper Teddy va publicar a SoundCloud una col·laboració inèdita amb Lil Peep, Dreams & Nightmares.
El març del 2018 Columbia Records va adquirir les licències de la música de Lil Peep. El 13 de març del 2018 es va publicar la cançó 4 Gold Chains conjuntament amb el videcolip on col·laborava l'artísta Clamsn Casino. El 17 d'agost del 2018, Makonnenn va anunciar un nou senzill pòstum de Lil Peep, Falling Down, on es va reaprofitar una cançó que va gravar amb Peep la tardor del 2017 a Londres amb el títol de Sunlight on Your Skin. A la nova versió, va col·laborar l'artista XXXTentacion que va gravar la seva part quan Peep ja havia mort. Membres del grup GothBoiClique estaven en desacord amb la creació del single, ja que creien que entre els artistes hi havia hagut problemes perquè XXXTentacion havia estat acusat d'una agressió cap a una dona. Falling Down es va publicar el 19 de setembre del 2018, va arribar al número 13 de Billboard Hot 100. Més tard, el 27 de setembre es va publicar la versió original Sunlight on Your Skin.
El 14 d'octubre del 2019 el productor Smokesac va confirmar que el projecte Come Over When You're Sobrer, Pt.2 ja estava finalitzat des del setembre però s'estava esperant una resposta per part de la família de Lil Peep. El 17 d'octubre del mateix any es va confirmar que es publicaria la cançó principal de l'àlbum Cry Alone el 18 d'octubre. L'1 de novembre del 2018 es va publicar el segon single de l'àlbum titulat Runaway. El tercer single Life is Beautiful - un remix de la cançó Life de l'EP Feelz - es va publicar el 7 de novembre del 2018. La publicació de l'àlbum complet es va produir el 9 de novembre del 2018. L'àlbum Come Over When You're Sober, Pt. 2 va debutar en el número quatre al Billboard 200. Va ser el primer àlbum de la seva carrera en aconseguir forma part dels top 10 d'àlbums dels Estats Units.
El 31 de gener del 2019 es va publicar el primer single de l'àlbum en col·laboració amb ILoveMakonnen, I've been Waiting, on també col·labora l'artista Fall Out Boy.
El 10 de març del 2019 es va estrenar al festival SXSW Film Festival el documental Everybody's Everything sobre les cròniques de la vida d'en Lil Peep. Més tard, l'1 de novembre del 2019 es va anunciar la publicació de la banda sonora del documental que incloïa cançons ja publicades i també inèdites.
L'abril del 2019, es va tornar a publicar a totes les plataformes els antics singles Gym Class i Star Shopping que originalment s'havien publicat el març del 2016 i l'agost del 2015 respectivament. El 5 de març del 2020 l'EP Vertigo del 2016 també va estar publicat de nou a totes les plataformes.

## Estil de música
La música de Lil Peep era considerada lo-fi rap, considerant-lo un artista emo-trap heart throb i un raper emo. Els periodistes de l'àmbit musical sempre el comparaven amb el cantautor i guitarrista Kurt Cobain. El crític de música Jon Caramanica del New York Times definia a Lil Peep com el Kurt Cobain del rap lo-fi, descrivint la seva música com ombrívola i amb una melodia diabòlica. El mateix Lil Peep ha defensat la idea a través de les seves lletres dient que volia convertir-se en el Nou Kurt Cobain.
AllMusic descriu la seva música com una barreja d'hip hop i rock amb influències de trap, punk i dream pop. Les seves cançons utilitzen el triple metre del xarleston típic del Southen rap i l'angoixant introspecció del post-hardcore. Combinava elements del emo i del pop punk amb la música rap, reinventant el gènere. Com a resultat, Steven J. Horowitz de la revista en línia Pitchfork el va descriure com el futur de l'emo.
Com artista emergent, Lil Peep va guanyar visibilitat dins de l'escena de l'hip hop alternatiu, establint una plataforma on poder comunicar-se amb els seus fans sobre tòpics que el preocupaven, com podria ser la salut mental. Les seves lletres inclouen temàtiques com la depressió, la drogoaddicció, relacions passades o pensaments suïcides. Un amic Íntim de Lil Peep i productor executiu de Come Over When You Sober, Pt. 1 va dir que «Peep volia donar veu a les persones que pateixen ansietat i depressió, a les persones que han estat maltractades, assetjades i a les persones incompreses com ell. Tenia molts dimonis i s'hi va enfrontar creant música».

## Mort i drogoaddicció
El 15 de novembre de 2017, exactament dues setmanes (catorze dies) després del seu 21è aniversari, el gerent de gira de Lil Peep va trobar el seu cos sense vida quan va anar a veure com portava les preparacions de l'actuació d'aquella nit a Tucson, Arizona. Sempre es va creure que la seva mort es va produir per sobredosis. En una sèrie de publicacions d'Instagram hores abans de la seva mort, Lil Peep confirmava haver ingerit bolets al·lucinògens i concentrat de cànnabis. A part, va publicar un vídeo on mostrava els seus intents fallits d'empassar-se una píndola i afirmava haver consumit sis pastilles de Xanax. Posteriorment, va publicar una fotografia on va escriure Quan mori m'estimareu.
Dies després de la seva mort, un informe policial va revelar que Lil Peep havia fet una migdiada al voltant de les 17.45 de la tarda. Abans del concert, el seu gerent va comprovar dues vegades com estava i el va trobar dormint i respirant bé, però no podia despertar-lo. Quan va anar a veure'l per tercera vegada, no responia ni respirava. El gerent de Lil Peep va realitzar la maniobra de la RCP abans que arribés l'ambulància, però es va declarar mort a l'acte. La mort de Lil Peep va ser registrada a Instagram pel seu amic Bexey Swan, que creia que Lil Peep estava dormint i el va gravar. El 8 de desembre, l'oficina mèdica Pima County Office of the Medical Examiner va publicar detalls d'un informe de toxicologia, que certificava que la causa de mort era una sobredosi accidental a causa dels efectes de fentanil, medicació contra el dolor, i de la benzodiazepina alprazolam. Les proves de sang van ser positives en cànnabis, cocaïna i analgèsic Tramadol. Les proves d'orina també van mostrar la presència de múltiples opioides potents, inclosos hidrocodona, hidromorfona (dilaudid), oxicodona i oximorfona. Al seu sistema no hi havia alcohol.

### Tributs
Nombrosos artistes de la indústria musical van retre homenatge a Lil Peep després de la seva mort, incloent-hi Diplo, Post Malone, Pete Wentz, Marshmello, Mark Ronson, Zane Lowe, Sam Smith, Bella Thorne, Trippie Redd, A$AP Nast, Rich Brian, Playboi Carti, Ugly God, Lil Uzi Vert, Lil Xan, Ty Dolla Sign, Lil Pump, Dua Lipa i El-P. El 22 de novembre del 2017 el crític de música del New York Times, Jon Caramanica, va dedicar un podcast especial per fer homenatge a Lil Peep després de la seva mort. El 2 de desembre de 2017, al memorial de Long Beach, Nova York, Good Charlotte també va homenatjar Lil Peep, publicant una portada de l'àlbum Awful Things. El 19 de juny de 2018, el raper Juice WRLD va llançar un EP Too Soon... dedicat a Lil Peep i XXXTentacion. El grup The 1975, també va fer memoria a la seva mort, a la cançó Love It If We Made It, hi ha una lletra que diu: Rest in peace Lil Peep, The poetry is in the streets. Un altre artista, Machine Gun Kelly, a la seva cançó Glass House que dedica a molts artistes difunts, menciona a Lil Peep: Wish Lil Peep and me had met, but I can't get that back.
Lil Peep va ser incinerat a l'estació de Huntington, Nova York i les seves cendres resten al jardí del seu avi. El 2 de desembre de 2017, amics, familiars i aficionats el van recordar al seu memorial a Long Beach, Nova York. El mateix dia, es va projectar al centre de Londres una imatge de Lil Peep a una de les parets del Palau de Westminster.

## Llegat i influència
Pel que fa a la seva mort, el gener de 2018, John Jeremiah Sullivan de la revista GQ, va escriure: Quan Lil Peep va morir a finals de l'any passat, va deixar enrere un llegat. El periodista Elias Leight de la revista Rolling Stone va coincidir i va escriure sobre Lil Peep: L'augment de la fama va ser impulsat per un treball persistent. Abans de morir, el raper va guanyar molts fans gràcies al seu estil que combinava el hip-hop amb l'emo. Tot i que ell mai ho va dir, Lil Peep va crear un estil de música que des de llavors es considera com a emo rap. El 2017, una tendència a l'alça en el Billboard Hot 100 era aquesta forma de rap lent i descarat, música que conté lletres plenes de preocupacions per les drogues i on s'expressen emocions. El 9 de gener de 2017, Pitchfork va anomenar a Lil Peep com el futur de l'emo. L'editor de Billboard Steven Horowitz va escriure un perfil sobre la seva visió artística. Gràcies a l'article de la revista Noisey, la filosofia de Lil Peep es va veure plasmada, ja que discuteix el seu rol dins del gènere emo i aquest aspecte va cridar l'atenció d'una audiència més amplia i diversa. Alguns lectors no creien que li correspongués l'etiqueta de futur del emo, en ser tan jove.
No obstant això, Lil Peep s'ha convertit en imprescindible en el renaixement post-emo del hip hop i rock. Conegut per la seva visió més emocional del punk rock, tractava problemes personals com la depressió, que reflectien el nihilisme, el desamor i el consum de drogues. Va incorporar un ressorgiment del rap rock adaptant les ruptures de guitarra elèctrica a la seva música configurant un estil anomenat emo rap. És reconegut com a referent entre els rapers de l'emo, fins i tot és considerat underground. Durant la seva curta carrera, Lil Peep va canviar el futur del gènere obrint el debat de la salut mental dins de la música rap. Va escriure cançons que tractaven sobre temàtiques delicades, convertint-lo en un ídol de la Generació Z i una inspiració per la gent incompresa gràcies a internet. A part, es va convertir en una sensació mediàtica, ja que es podia observar en les seves publicacions que els seus problemes amb la drogoaddicció eren reals. Al seu Instagram tenia 1,2 milions de seguidors i el seu contingut era explícit. Els seus fans, abans de la seva mort, agraïen la seva música, ja que justificaven que els havia ajudat en la seva depressió i els havia salvat del suïcidi. Un fan va que havia conegut Lil Peep abans d'un concert, va expressar que admirava la capacitat que tenia per parlar de temes difícils com la depressió o la lluita contra el suïcidi.
La mort de Lil Peep va afectar els cantants contemporanis a ell. Lil Uzi Vert va compartir a Twitter en memòria de Lil Peep l'última fotografia que Peep havia pujat a la xarxa. La notícia de la tràgica mort de Lil Peep va afectar molt al cantant que va tuitejar: «Ens encantaria parar... però realment no ens importa perquè ens hem drogat tot aquest any... DEP amic t'entenc i no es culpa teva». Les pastilles antidepressives Xanax han esdevingut des de llavors una epidèmia en el regne del hip-hop, particularment entre la generació de músics a SoundCloud. En una avaluació de les reaccions, molts van esperar que la mort de Lil Peep servis per conscienciar la comunitat en relació amb el consum de drogues però el consum no es va reduir. El raper Lil Uzi Vert va intentar prendre consciència després de la mort del seu company i semblava intentar desintoxicar-se.

### Actituds contra la violència masclista
A part de ser conegut com el futur de l'emo, la revista Pitchfrok també va aclamar que gràcies a mostrar els seus sentiments, Lil Peep va deixar enrere l'actitud tòxica de masculinitat imposada per la societat i que classifica a les dones com l'únic col·lectiu sentimental, pròpia de la cultura hip-hop i de les variants del rap-rock. Segons Fish Narc, membre de GothBoiClique, Lil Peep havia rebutjat explícitament al raper de SoundCloud XXXTentacion pel seu historial de violència masclista, va invertir temps i diners per eliminar cançons de XXXTentacion que estiguessin en playlists de Spotify on ell apareixia. Quan es va publicar la cançó pòstuma, Falling Down, els fans i els seus amics íntims es negaven que XXXTentacion aparegués a la cançó, ja que Lil Peep no podia decidir-ho. Alguns supervivents del seu grup van expressar a Instagram el seu desacord amb la cançó, implorant que la gent no l'escoltés.

### Èxits
Lil Peep va sorgir de l'escena musical de SoundCloud, va tenir una gran presència a les xarxes socials i va arribar a ser venerat pels seus fans. Les seves emotives lletres van atraure fans que es van convertir en devots a la seva música. Lil Peep també va gaudir en vida el creixement de visualitzacions al seu canal de YouTube dels seus vídeos musicals com Awful Things, Benz Truck, The Brightside, entre d'altres.
Segons The Atlantic, Si haguéssiu d'apostar per joves promeses musicals amb més probabilitat de ser superestrelles, fins ahir, molts diners s'haurien destinat a Lil Peep. Lil Peep va deixar enrere una prometedora carrera que havia anat creixent des del 2015 gràcies als seus inicis a SoundCloud. Només va necessitar un any per aconseguir acumular milions de visites a YouTube i d'altres plataformes. Un any després de publicar la seva primera cançó, Lil Peep va atraure 82.000 seguidors a SoundCloud i 112.000 seguidors a Instagram. L'innovador raper havia generat milions de reproduccions en línia abans de llançar el seu àlbum de debut Come Over When You're Sober Pt. 1.
A part, va ser el primer del col·lectiu GothBoiClique en rebre atenció crítica i seriosa, i també de fer una gira internacional. Lil Peep va aconseguir entrar a la llista de les millors cançons de l'any de Pitchfork i va completar una gira en solitari, en gran part venuda, per Rússia i Europa.